# Лос-анджелесский бунт
Лос-а́нджелесский бунт — массовые беспорядки, происходившие в Лос-Анджелесе с 29 апреля по 4 мая 1992 года, повлёкшие гибель 63 человек и причинение ущерба на сумму в 1 миллиард долларов.
Беспорядки начались 29 апреля — в день, когда суд присяжных вынес оправдательный приговор четверым белым полицейским, избившим чернокожего Родни Кинга за то, что тот оказал упорное сопротивление при аресте за превышение скорости 3 марта 1991 года. После вынесения приговора тысячи темнокожих американцев, в основном мужчин, вышли на улицы Лос-Анджелеса и устроили демонстрации, переросшие вскоре в беспорядки и погромы, в которых участвовали криминальные элементы. Преступления, совершённые в течение шести дней массовых беспорядков, носили расовую подоплёку.
Мэром города Томом Брэдли была создана специальная Комиссия Кристофера для расследования действий и оперативной деятельности представителей Полицейского управления Лос-Анджелеса при задержании Родни Кинга.
Решение суда и массовые беспорядки в городе получили широкий резонанс в обществе и привели к повторному суду над полицейскими, на котором основным подсудимым был вынесен обвинительный приговор.
Самыми массовыми беспорядками в США до событий 1992 года было «Восстание в Уоттсе» и «Бунт в Детройте» 1967 года.

## Причины массовых беспорядков
В качестве причин массовых беспорядков могут называться несколько обстоятельств и фактов периода начала 1990-х годов. Среди них:
- чрезвычайно высокий процент безработицы в Южном Лос-Анджелесе, вызванной экономическим кризисом;
- твёрдое убеждение общественности в том, что при задержаниях полиция Лос-Анджелеса выбирает людей по расовому признаку и применяет чрезмерную силу;
- избиение темнокожего Родни Кинга белыми полицейскими;
- особое раздражение чернокожего населения Лос-Анджелеса по поводу приговора, вынесенного американке корейского происхождения, застрелившей 16 марта 1991 года в собственном магазине 15-летнюю чернокожую девушку Латашу Харлинс (Latasha Harlins). Несмотря на то, что присяжные посчитали Сун Джа Ду (Soon Ja Du) виновной в умышленном убийстве, судья вынес очень мягкий приговор — 10 лет лишения свободы условно, 400 часов общественных работ и штраф 500 долларов.

### Задержание Родни Кинга
3 марта 1991 года полицейский патруль после 8-мильной погони остановил автомобиль Родни Кинга, в котором, помимо Кинга, находились ещё двое чернокожих — Байрант Аллен (Byrant Allen) и Фредди Хелмс (Freddie Helms). Первыми пятью полицейскими, оказавшимися на месте задержания, были Стэйси Кун (Stacey Koon), Лоуренс Пауэлл (Laurence Powell), Тимоти Уинд (Timothy Wind), Тэодор Брисено (Theodore Briseno) и Роландо Солано (Rolando Solano).
Патрульный Тим Сингер (Tim Singer) приказал Кингу и двум его пассажирам выйти из автомобиля и лечь на землю лицом вниз. Пассажиры подчинились приказу и были арестованы, а Кинг по-прежнему оставался в машине. Когда же он наконец вышел из салона, то стал вести себя довольно эксцентрично: хихикал, топал ногами по земле и показывал рукой на полицейский вертолёт, круживший над местом задержания. Затем он стал заводить свою руку за пояс, что дало основания патрульному полицейскому Мелани Сингер полагать, что Кинг собирается достать пистолет. Тогда Мелани Сингер достала свой пистолет и направила его на Кинга, приказывая ему лечь на землю. Кинг подчинился. Сингер подошла к Кингу, не отводя от него пистолета, готовясь надеть на него наручники.
В этот момент сержант полицейского департамента Лос-Анджелеса Стэйси Кун приказал Мелани Сингер зачехлить оружие, потому что, согласно инструкции, полицейские не должны приближаться к задержанному с вынутым из кобуры пистолетом. Сержант Кун решил, что действия Мелани Сингер представляют угрозу безопасности Кинга, самого Куна, а также остальных полицейских. Затем Кун приказал остальным четырём полицейским — Пауэллу, Уинду, Брисено и Солано — надеть на Кинга наручники. Как только полицейские попытались это сделать, Кинг начал активно сопротивляться — вскочил на ноги, скинув со своей спины Пауэлла и Брисено. Далее Кинг ударил Брисено в грудь. Видя это, Кун приказал всем полицейским отойти назад. Позднее офицеры подтвердили, что Кинг вёл себя так, будто находился под воздействием фенциклидина — синтетического наркотического препарата, разработанного как обезболивающее средство для ветеринарии, впрочем, результаты токсикологической экспертизы показали, что в крови Кинга фенциклидина не было (зато были обнаружены алкоголь и следы марихуаны).
Затем сержант Кун применил к Кингу электрошокер. Кинг застонал и тут же упал на землю, но затем снова встал на ноги. Тогда Кун использовал электрошокер ещё раз, и Кинг опять упал, а затем вновь начал подниматься, сделав выпад в сторону Пауэлла, который ударил его полицейской дубинкой, повалив Кинга на землю. В это время происходящее начал записывать на видеокамеру гражданин Аргентины Джордж Холлидэй, проживавший недалеко от перекрёстка, возле которого происходило избиение Кинга (запись начинается с момента, когда Кинг делает выпад в сторону Пауэлла). Позднее Холлидэй предоставил видеозапись в распоряжение СМИ.
Пауэлл и трое других полицейских по очереди избивали Кинга дубинками в течение полутора минут.
Кинг на тот период времени находился под условным освобождением по обвинению в ограблении, и за ним уже числились обвинения в нападении, нанесении побоев и ограблении. Позже в суде он объяснял своё нежелание подчиниться требованиям патрульных боязнью возвращения в тюрьму.
Всего полицейские нанесли Кингу 56 ударов дубинками. Он был госпитализирован с переломом лицевой кости, сломанной ногой, многочисленными гематомами и рваными ранами.

### Суд над полицейскими
Окружной прокурор Лос-Анджелеса обвинил четверых полицейских в применении чрезмерного насилия. Первый судья по делу был заменён, а второй судья изменил место рассмотрения дела и состав присяжных заседателей, процитировав заявления СМИ о том, что жюри присяжных нуждается в отводе. Новым местом рассмотрения был выбран город Сими-Валли в соседнем округе Вентура. Суд состоял из жителей этого округа. Расовый состав жюри присяжных был таким: 10 белых, 1 латиноамериканец и 1 азиатка. Прокурором выступал Терри Уайт (Terry White), афроамериканец.
29 апреля 1992 года жюри присяжных оправдало троих полицейских — всех, кроме Пауэлла.
Мэр Лос-Анджелеса Том Брэдли заявил:
«Вердикт присяжных не скроет от нас того, что мы видели на той видеоплёнке. Люди, которые избивали Родни Кинга, недостойны носить форму Полицейского управления Лос-Анджелеса»

## Массовые беспорядки

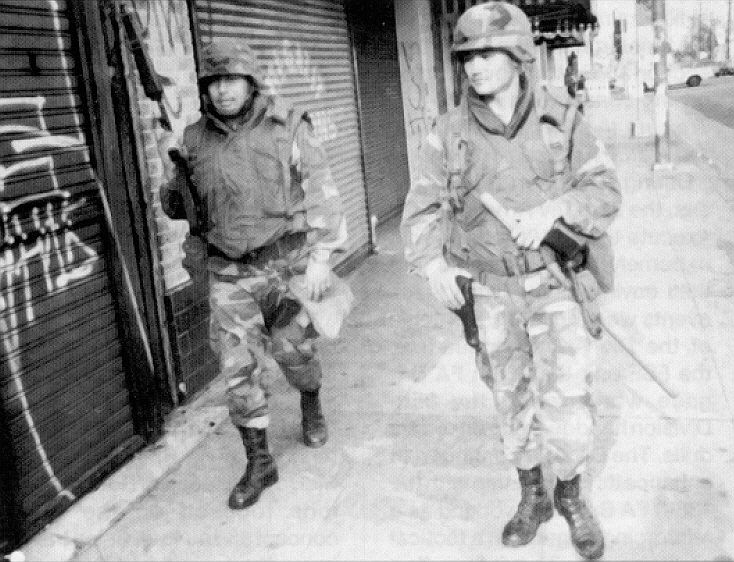
Патруль Национальной гвардии после беспорядков в Лос-Анджелесе в 1992 году

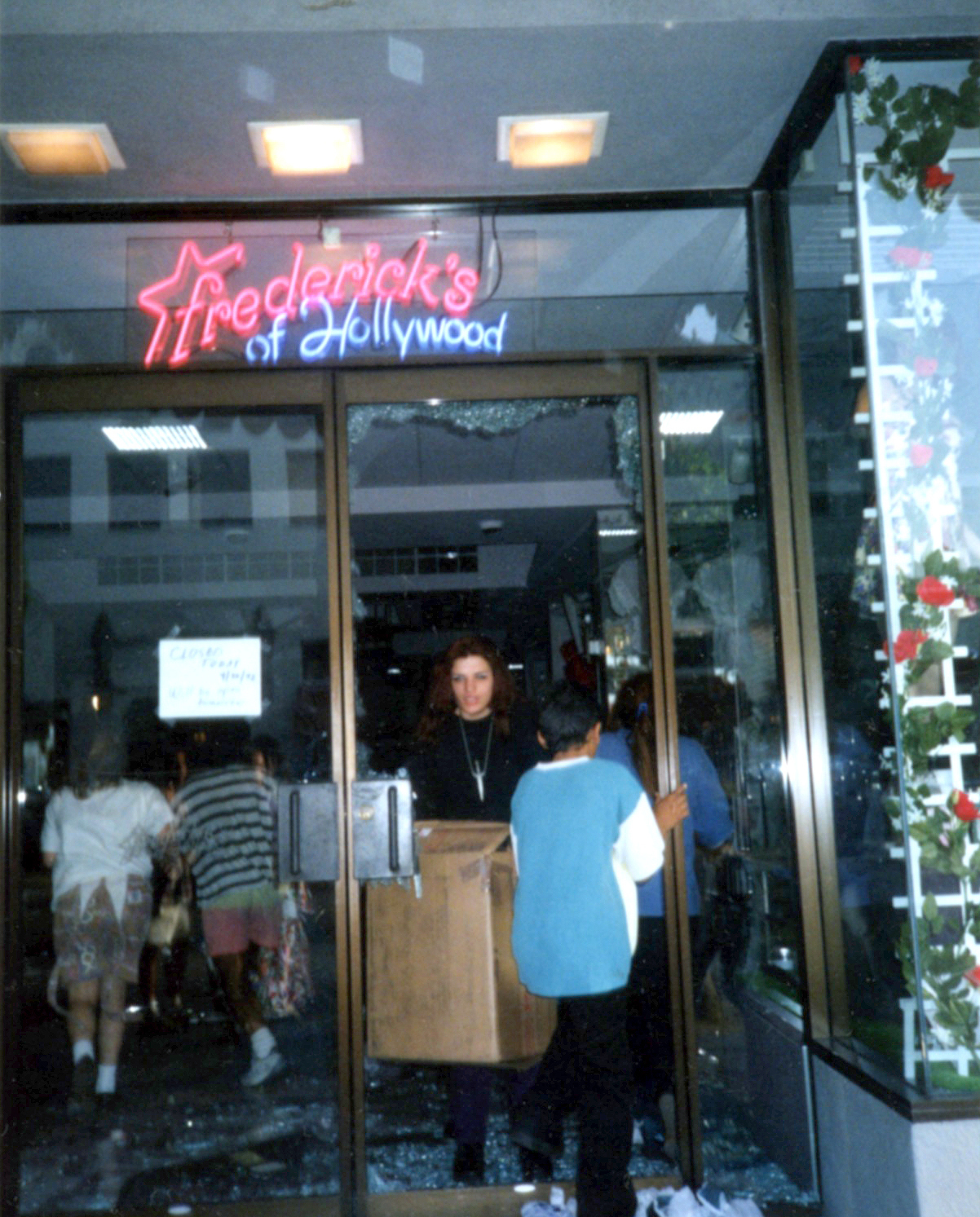
Мародёрство во время беспорядков

Демонстрации по поводу оправдания полицейских судом присяжных быстро переросли в бунт. Начались систематические поджоги — сгорело свыше 5500 зданий. Было разгромлено несколько правительственных зданий, нападению подверглось отделение газеты Los Angeles Times.
Были отменены вылеты самолётов из Лос-Анджелесского аэропорта, так как город был окутан густым дымом.
Первыми беспорядки начали афроамериканцы, но затем они перекинулись на латинские кварталы Лос-Анджелеса в южном и центральном районах города. В восточной части Лос-Анджелеса были сконцентрированы большие силы полиции, и потому до неё восстание не дошло. 400 человек попытались взять штурмом штаб-квартиру полиции. Беспорядки в Лос-Анджелесе продолжались ещё 2 дня.
На следующий день беспорядки начались и в Сан-Франциско. Как заявил газете «Сан-Франциско Экзаминер» Вилли Браун, известный представитель Демократической партии в законодательной ассамблее штата Калифорния: «Впервые в американской истории большинство демонстраций, а также большая часть насилия и преступлений, в особенности грабежей, носили многорасовый характер, в них были вовлечены все — чернокожие, белые, выходцы из Азии и Латинской Америки».

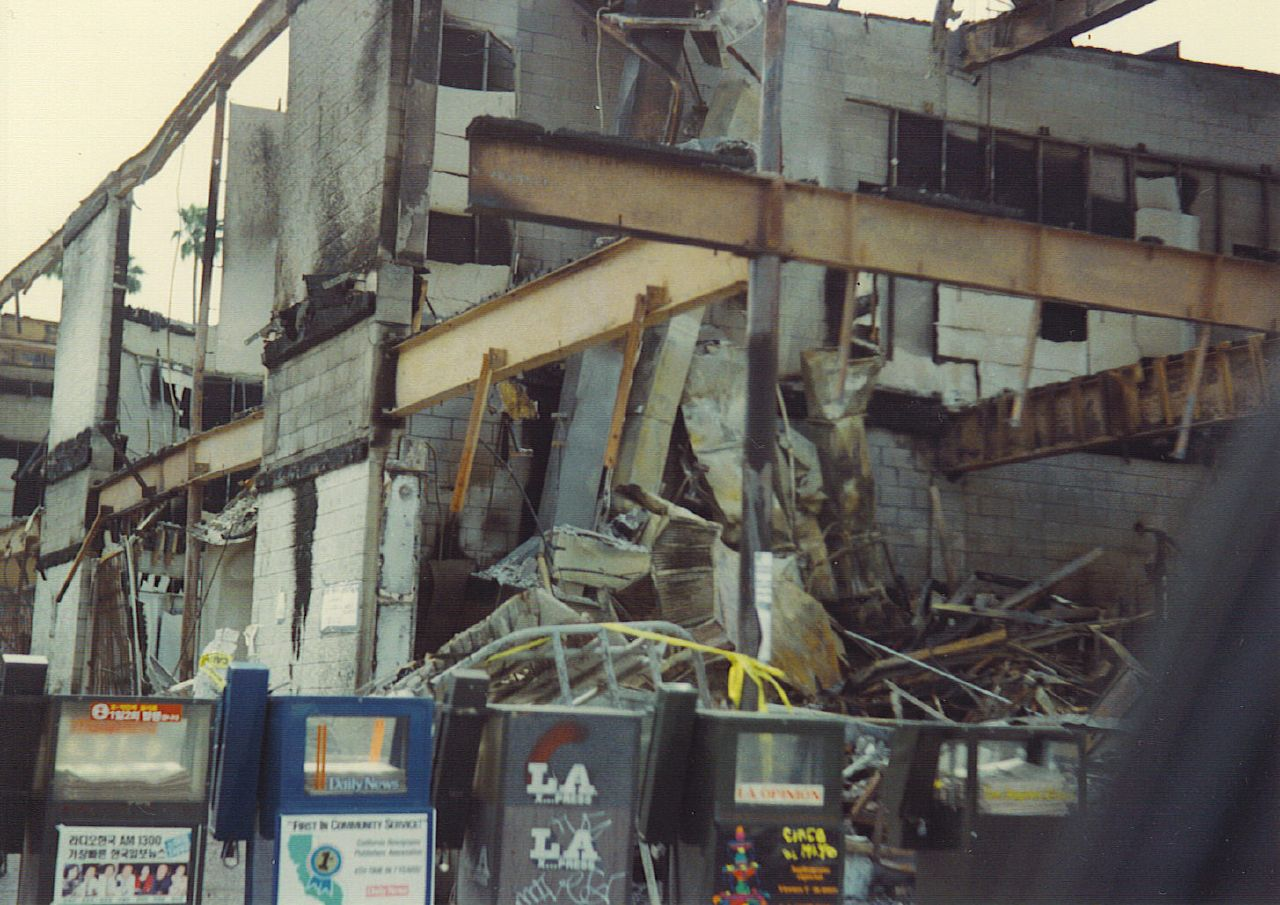
Последствия беспорядков в Лос-Анджелесе

55 человек были убиты, 2000 ранены, 12 тысяч арестованы.
Общий ущерб от массовых беспорядков оценивается суммой свыше 1 млрд долларов, но значительный урон был нанесён и престижу США. Экономика страны преподносилась как самая эффективная и победившая в холодной войне. Продемонстрированная беспорядками напряжённая внутренняя обстановка и социально-экономический кризис значительно омрачили картину внешнего американского благополучия. Как писала газета The New York Times, неделя насилия и поджогов, в которых участвовали чернокожие, латиноамериканцы и белые, продемонстрировала растущее чувство отчаяния.

## Повторный суд над полицейскими
После завершения беспорядков против полицейских, избивших Родни Кинга, федеральными властями США были выдвинуты обвинения в нарушении гражданских прав. По окончании процесса, длившегося 7 дней, в 7 утра субботы 17 апреля 1993 года был вынесен приговор, согласно которому офицеры полиции Лоуренс Пауэлл (Lawrence Powell) и Стэйси Кун (Stacey Koon) были признаны виновными. Все четверо полицейских, участвовавших в избиении Родни Кинга, были уволены из рядов полиции Лос-Анджелеса.

## Последствия для Родни Кинга
По окончании всех судебных тяжб Родни Кингу была выплачена денежная компенсация в размере 3 800 000 долларов США от департамента полиции Лос-Анджелеса.
В последующие годы он также имел проблемы с правосудием и неоднократно привлекался к ответственности правоохранительными органами по различным обвинениям.

### Фотографии
- Aftermath of the rodney king riots (англ.). www.fragmentsweb.org. Дата обращения: 16 ноября 2017.
- 1992 Los Angeles Riots Photos (англ.) (недоступная ссылка — история). www.streetgangs.com. Дата обращения: 16 ноября 2017.

### Видео
- Day 1 Архивная копия от 9 мая 2007 на Wayback Machine — Los Angeles Times/KTLA (недоступная ссылка) Проверено 16 ноября 2017.
- Day 2 (Part 1) Архивная копия от 4 ноября 2003 на Wayback Machine — Los Angeles Times/KTLA (недоступная ссылка) Проверено 16 ноября 2017.
- Day 2 (Part 2) (недоступная ссылка) — Los Angeles Times/KTLA (недоступная ссылка) Проверено 16 ноября 2017.
- Day 3 Архивная копия от 4 ноября 2003 на Wayback Machine — Los Angeles Times/KTLA (недоступная ссылка) Проверено 16 ноября 2017.